# 하태진

하태진(河泰瑨, 1938년 3월 19일~2024년 9월 3일)는 대한민국의 미술가이다. 호는 석운(石暈).

## 학력
- 홍익대학교 동양화과 학사
- 건국대학교대학원 석사

## 경력
- 1963~1964년 신수회 창립
- 1964~1974년 서울 한영중고등학교 미술교사
- 1974년 홍익대학교 미술대학 동양화과 강사
- 1976년 아세아 현대미술전 대표
- 1980년 홍익대학교 미술대학 동양화과 조교수
- 1982년 충북도전 심사위원
- 1983년 현대미술초대전 초대작가 선정위원
- 1983년 한국미술협회 이사(1983-1985)
- 1984년 ~ 1988년 제3, 7회 대한민국 미술대전 심사위원
- 1985년 홍익대학교 미술대학 부교수
- 1987년 한국미술 소개자료 심의선정위원 / 건축물 부설 예술작품 심사위원
- 1988년 제11회 경상북도 미술대전 심사위원 / 서울 올림픽대회 스포츠미술전 심사위원
- 1989년 홍익대학교 미술교육원 원장
- 1990년 홍익대학교 미술대학 동양화과 교수
- 1991년 제7회 무등미술대전 심사위원 / 제14회 중앙미술대전 심사위원
- 1992년 운보 김기창 전작도록 발간위원
- 1993년 대한민국 미술대전 전면개편에 대한 자문위원 / 서울특별시 예술위원회 위원
- 1994년 제13회 대한민국 미술대전 운영위원
- 1995년 석주 윤영자 미술상 심사위원
- 1997년 서울시립미술관 이전추진위원
- 1997년 제33회 인천광역시 미술대전 심사위원
- 1998년 서울시 장식 미술품 심사위원
- 1999년 MBC 미술대전 심사위원 역임
- 1999년 대한민국 미술대전 구상부문 심사위원장
- 1999년 미술품 감정평가 심의위원
- 2000년 신묵회 회장
- 2003년 2월 홍익대학교 미술대학 동양화과 교수 퇴임
- 동아미술제 운영위원, 심사위원
- 국립현대미술관 초대작가
- 한국미술대전 초대작가
- 중앙미술대전 초대작가

## 수상 경력
- 1963년 대한민국미술대전 입선
- 1998년 황광수 서울특별시 교육단체 연합회장 표창(연공상)
- 2003년 옥조근정훈장

## 가족 관계
- 배우자: 강재순
  - 슬하:  하행수, 하연수, 하희정